# Danmarks runeindskrifter 36
DR 36 är ett vikingatida (Jelling) runstensfragment av granit i Landerupgårds park, Koldings kommun.

## Inskriften
Translitterering av runraden:
[... lit ' ku]bl ' þisi ' ¶ [kaurua ' haralt ...rm... ... ¶ faþ(u)(r) ... ¶ ...]
Normalisering till rundanska:
... let kumbl þæssi gørwa, Harald ... ... faþur ... ...
Översättning till nusvenska:
... låt kumler dessa göra, Harald ... ... fader ... ...
Harald kan vara Harald Blåtand, och ...rm... – Gorm, Haralds far.